# Daisuke Matsuzaka
Daisuke Matsuzaka (jap. 松坂大輔 Matsuzaka Daisuke; ur. 13 września 1980) – japoński baseballista, który występuje na pozycji miotacza w Fukuoka SoftBank Hawks. Brązowy medalista z Igrzysk Olimpijskich w Atenach w 2004 roku.
Karierę rozpoczynał w zawodowej lidze Nippon Professional Baseball w zespole Seibu Lions, z którym w 2004 roku wygrał Japan Series. Wraz z baseballową reprezentacją Japonii wystąpił na dwóch turniejach World Baseball Classic i na obydwu został wybrany najbardziej wartościowym zawodnikiem.
W latach 2007–2012 był zawodnikiem Boston Red Sox, z którym w 2007 zwyciężył w World Series. W lutym 2013 podpisał kontrakt z Cleveland Indians i weźmie udział w przedsezonowych meczach sparingowych tego zespołu. 
W sierpniu 2013 podpisał kontrakt z New York Mets. W styczniu 2014 podpisał roczną umowę z organizacją Mets, na występy w klubach farmerskich tego zespołu. 16 kwietnia 2014 został przesunięty do 40-osobowego składu New York Mets w miejsce Jonha Lannana. 
W grudniu 2014 powrócił do Japonii podpisując kontrakt ze zwycięzcą Japan Series sezonu 2014 Fukuoka SoftBank Hawks.